# Glas Bheinn Mhor
Glas Bheinn Mhor – szczyt w paśmie Glen Etive, w Grampianach Zachodnich. Leży w Szkocji, w na granicy regionów Highland oraz Argyll and Bute. 